# Luis González de Alba
Luis González de Alba (Charcas, San Luis Potosí; 6 de marzo de 1944 - Guadalajara, Jalisco; 2 de octubre de 2016) fue un escritor, periodista, psicólogo, intelectual y divulgador de la ciencia mexicano.

## Datos biográficos

### Primeros años y estudios
Nació en el municipio de Charcas, en el estado de San Luis Potosí, pero a sus diez años su familia emigró a Guadalajara, Jalisco. Estudió psicología en la Universidad Nacional Autónoma de México (UNAM), aunque nunca ejerció, ya que al terminar sus estudios se involucró en el movimiento estudiantil de 1968, y tras este, se dedicó principalmente a escribir y a sus propios negocios; por ejemplo, restaurantes y varios bares gay.
Fue colaborador en diversos medios mexicanos como Grupo Milenio, Excélsior, Punto, Punto de Partida, Revista de Revistas, Siempre!, Unomásuno y Nexos, desarrollando principalmente el periodismo de opinión y de divulgación de la ciencia. Además de sus participaciones en revistas y periódicos, publicó novelas, cuentos, ensayos y poesía.

### Consejo Nacional de Huelga
Al terminar sus estudios se integró al Consejo Nacional de Huelga que encabezó el movimiento estudiantil en México de 1968. El 2 de octubre de ese año fue aprehendido durante el mitin de Tlatelolco y recluido en la cárcel de Lecumberri durante dos años. Allí, estudió hebreo y escribió su primera novela, Los días y los años, en la que relata su propio testimonio sobre el movimiento estudiantil en el que participó. Tras ser liberado, se autoexilió en Chile durante un año y posteriormente viajó por Argentina y Brasil.

### Activismo homosexual
Siendo abiertamente homosexual, en 1975 publicó en la revista Siempre! el primer manifiesto mexicano en defensa de los homosexuales, junto con la activista y directora teatral Nancy Cárdenas y el escritor Carlos Monsiváis.  Durante los años setenta y ochenta estuvo relacionado con movimientos y personajes de la izquierda mexicana, ideología que posteriormente abandonó para volverse un férreo crítico de ella. 
Luis González de Alba siempre estuvo involucrado en la defensa de los derechos de las personas de la comunidad lésbico, gay, bisexual, transexual, travesti, transgénero e intersexual (LGBTTTI), siendo uno de los fundadores del Frente Homosexual de Acción Revolucionaria, siendo la primera organización abiertamente gay en realizar una protesta.

### Fundación deLa Jornada
En 1983 dejó de publicar en Unomásuno para pasar un año sabático en París, Francia. A su regreso se unió al grupo de periodistas y escritores que fundaron el diario La Jornada, encabezados por Carlos Payán. Participó también en la fundación de los partidos políticos Socialista Unificado de México (PSUM), Mexicano Socialista (PMS) y de la Revolución Democrática (PRD).

#### «La ciencia en la calle»
Publicó durante más de una década la columna La ciencia en la calle en el diario mexicano La Jornada, hasta su expulsión del diario en 1997 a causa de una polémica con Elena Poniatowska, quien incluyó en su libro La noche de Tlatelolco citas y datos del libro Los días y los años del autor.
Posteriormente, publicó la columna «Se descubrió que...» en Milenio Diario hasta el día de su muerte, donde escribía sobre ciencia, política y acontecimientos del país.

## Participación el 2 de octubre de 1968
Participó en el movimiento estudiantil en 1968, a sus apenas 24 años de edad, cuando fue a la Ciudad de México a estudiar Psicología en la UNAM. Durante los hechos sangrientos del 2 de octubre en la Plaza de las Tres Culturas, Tlatelolco, Luis González de Alba fue detenido por los soldados e ingresado a la cárcel de Lecumberri por dos años, donde escribió su primera novela Los días y los años, en la que relata su experiencia en Tlatelolco donde varios de sus compañeros y amigos fueron torturados y asesinados. 
Estando preso aprendió el idioma hebreo y, cuando fue liberado, se autoexilió en Chile. A su primera obra se suman Y sigo siendo sola (1979); Jacob, el suplantador (1988); Agápi mu (Amor mío) (1993); Los derechos de los malos y la angustia de Kepler (1998); Cielo de invierno (1999); El sol de la tarde (2003); Cuchillo de doble filo (2008); Otros días, otros años (2008); Olga (2010); y No hubo barco para mí (2013). Publicó además dos libros de poesía: Malas compañías (1984) y El sueño y la vigilia (2006). Además, incursionó en el ensayo, el cuento y la divulgación científica.
González de Alba tuvo fricciones con Elena Poniatowska por la comercialización de su libro La noche de Tlatelolco. Testimonios de historia oral, ya que ella no estuvo en el movimiento ni en la cárcel como él. Mencionaba que él sí había vivido la soledad, sufrido y estado en la cárcel, pero otros compañeros de él como Gilberto Guevara Niebla también sufrieron la cárcel, la soledad y la falta de comunicación y sin embargo, nunca opinaron acerca del éxito comercial y de crítica del libro. A finales de la década de 1990 se corrigió el contenido de La noche Tlatelolco. Su reedición no fue una mera coincidencia sino el producto de un fallo legal y representa, por supuesto, la prueba de los cambios realizados por Poniatowska.

## Demanda a Elena Poniatowska
Mediante el artículo "Para limpiar la memoria", Luis González de Alba solicitó a Elena Poniatowska corregir, de La noche de Tlatelolco, los párrafos correspondientes a su novela Los días y los años; párrafos usados con su autorización, porque, después de ser entreverados y tergiversados por Poniatowska, introducían falsedades e inexactitudes graves que en nada describían los hechos reales.[cita requerida]
La solicitud fue explícitamente señalada a 28 párrafos. Poco más de 500 líneas de texto debían ser corregidas, y presentadas bajo: "una reedición, minuciosamente corregida e históricamente apegada a los hechos".[cita requerida]
Tal solicitud la justificó en que lo escrito en Los días y los años son narraciones testimoniales de González de Alba. Él estuvo en los lugares de los hechos y/o fue actor principal de todo lo narrado en su novela. No así el caso de Elena Poniatowska, que no estuvo en Tlatelolco el día de los acontecimientos, y sólo se enteró de lo ocurrido indirectamente: "Debía basarse en entrevistas porque, no habiendo conocido los hechos sino por los relatos deformados de la prensa de entonces y las conversaciones con su hijo mayor, que le contaba la parte más divertida, debió partir de lo que los dirigentes y otros participantes le informáramos".[cita requerida]
La publicación de "Para limpiar la memoria", en la revista nexos, causó que Elena Poniatowska renunciara al Consejo Editorial de esa revista. Y la publicación en La Jornada de "Las fuentes de la historia / I" provocó que la subdirectora del periódico, Carmen Lira Saade, ordenara, a exigencia de Carlos Monsiváis, el despido de Luis González de Alba.[cita requerida]
Inicialmente Poniatowska no accedió a la solicitud de González de Alba; en consecuencia, éste demandó por vía legal (Junta de Avenencia - Instituto Nacional del Derecho de Autor) que se hicieran las correcciones al libro de Poniatowska. Tras ganar la demanda, La noche de Tlatelolco fue corregida y reeditada por su autora. Según palabras de Luis González de Alba, con los cambios, "la versión de su crónica hoy disponible mejoró mucho".[cita requerida]

## Críticas
Uno de sus episodios más conocidos fue su crítica al EZLN, llamando al Subcomandante Marcos "farsante, patán e imbécil". La CNDH (dirigida entonces por Raúl Plascencia Villanueva) acusó a estudiantes de la Normal de Ayotzinapa de haber provocado el incendio de una gasolinera en Iguala, Guerrero, el 12 de diciembre de 2011, lo cual causó la muerte del empleado del mismo negocio, Gonzalo Rivas Cámara, al sufrir este quemaduras de tercer grado en 40% de su cuerpo cuando intentó apagar las llamas. González de Alba se sumó a estas acusaciones, insinuando que los normalistas eran los responsables de la muerte de Rivas, y desde 2015 y hasta su muerte las repitió constantemente en su espacio semanal de Milenio Diario, lo que agitó aún más el ya delicado caso de la Desaparición forzada de Iguala de 2014 (ocurrida la noche 26 de septiembre y la madrugada del 27 de septiembre de 2014). Los estudiantes de Ayotzinapa negaron haber provocado la conflagración, apuntando que fue probablemente iniciada por un policía vestido de civil. El Senado mexicano otorgó de manera póstuma, en 2016, la Medalla Belisario Domínguez a Gonzalo Rivas.

## Suicidio
Luis González de Alba se suicidó a los 72 años en su casa de Guadalajara, Jalisco, el 2 de octubre de 2016, fecha en que se conmemoraba el 48 aniversario de la masacre de Tlatelolco. Según el reporte forense, falleció por herida de bala en el tórax.
Con la noticia de su muerte, todos los medios dedicaron un espacio para recordar su vida y obra, por ejemplo en el diario jalisciense El Diario, excepto el periódico del cual fue fundador, La Jornada.

## Obras publicadas
Novela
- Los días y los años, 1971
- Y sigo siendo sola, 1979
- Jacob, el suplantador'', 1988
- Agápi mu (Amor mío), 1993
- Los derechos de los malos y la angustia de Kepler, 1998
- Cielo de invierno, 1999
- El sol de la tarde, 2003, nueva versión, 2009
- AMLO La construcción de un liderazgo fascinante, 2007
- Cuchillo de doble filo, 2008
- Otros días, otros años, 2008
- Olga, 2010
- No hubo barco para mí, 2013

Cuento
- El vino de los bravos, 1981

Poesía
- Malas compañías, 1984
- El sueño y la vigilia, 2006

Ensayo
- Las mentiras de mis maestros, 2004

Divulgación científica
- Bases biológicas de la bisexualidad, 1985
- La orientación sexual: reflexiones sobre la bisexualidad originaria y la homosexualidad, 2003
- La ciencia, la calle y otras mentiras, 1989
- El burro de Sancho y el gato de Schrödinger: un paseo al trote por cien años de física cuántica y su inesperada relación con la conciencia, 2001
- Niño o niña. Las diferencias sexuales, 2006
- Maravillas y misterios de la física cuántica: un paseo por la física del siglo XX y su inesperada relación con la conciencia, 2010

Otros
- Teoría de los grafos en las ciencias sociales, 1984

Póstumos
- Mi último tequila, 2016
- Tlatelolco aquella tarde, 2016